# Apartament

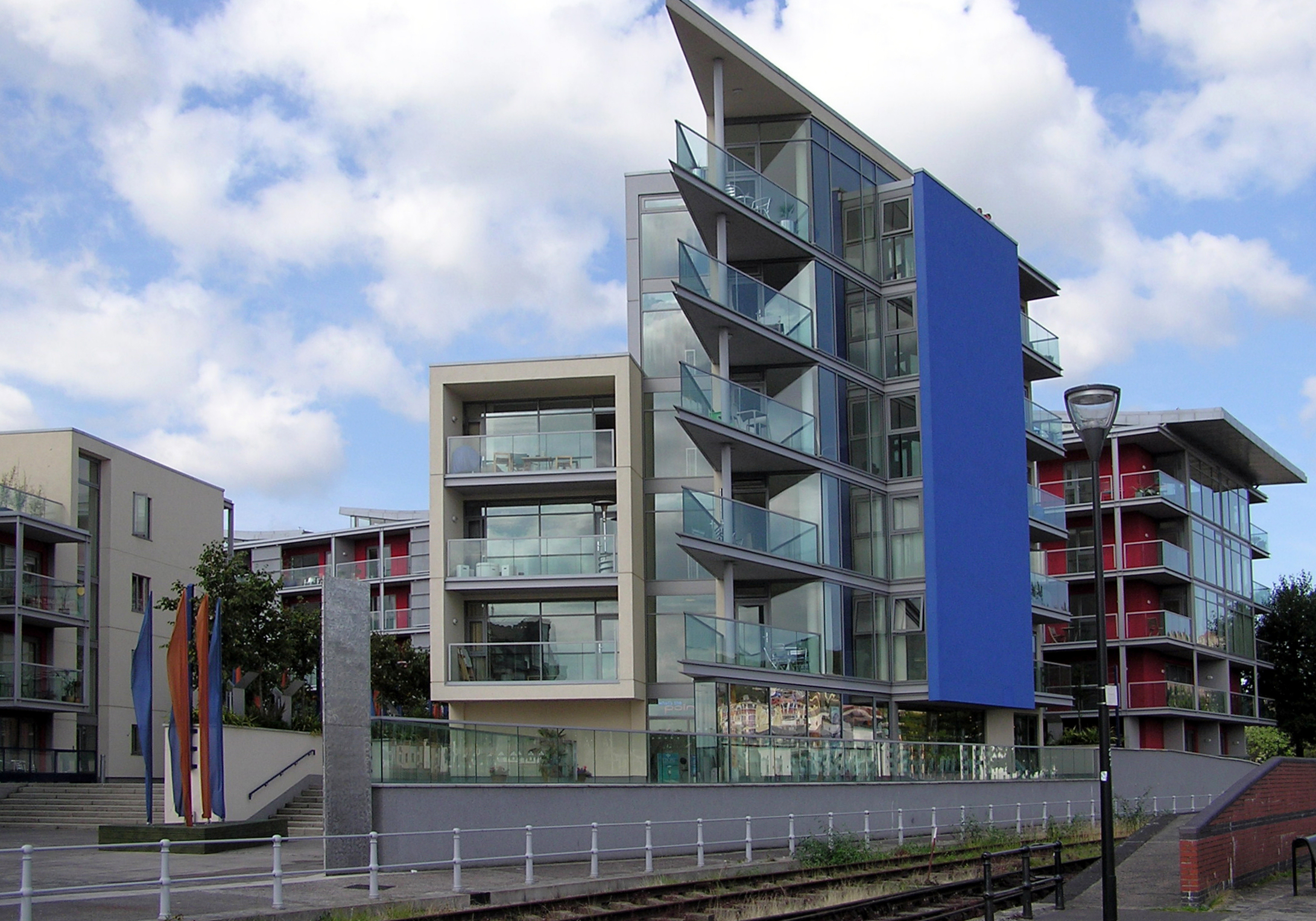
Apartamentowce w Bristolu (2004)

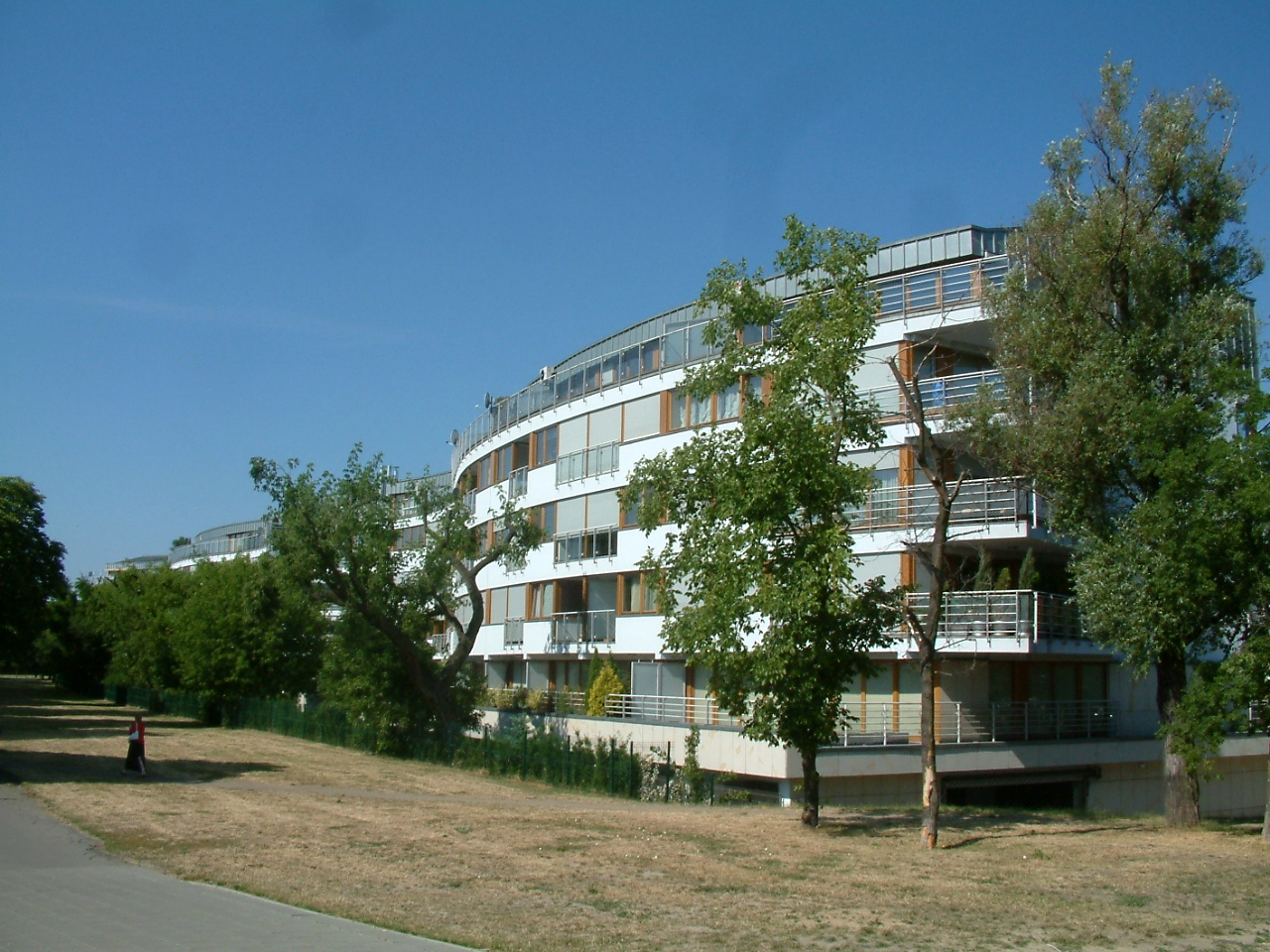
Apartamentowiec Wstęga Warty w Poznaniu

Apartament – wielopokojowe mieszkanie w wysokim standardzie lub zespół pomieszczeń przeznaczonych dla potrzeb jednego użytkownika np. w hotelu. Nazwa pochodzi od francuskiego appartement oznaczającego większe mieszkanie, które z kolei wywodzi się z włoskiego appartare (oddzielić).

## Cechy odróżniające apartament od mieszkania
Według typologii opracowanej przez niektóre firmy, apartament, jako luksusowe mieszkanie, powinien wyróżniać się prestiżową lokalizacją, dobrą architekturą, jakością użytych materiałów oraz wielkością. Apartament zlokalizowany jest zwykle w dzielnicy uznawanej za prestiżową, najczęściej blisko centrum miasta i obiektów użyteczności publicznej. Za apartament uważa się powierzchnie mieszkalne mające co najmniej około 100 m² (wyjątkowo powyżej 95 m²).
Budynki mieszkalne o charakterze apartamentowym cechują się zazwyczaj niepowtarzalną architekturą, często zaprojektowaną przez renomowanych architektów. W ich wnętrzach często znajdują się obszerne hol wraz z recepcją, miejsca parkingowe dla mieszkańców i ich gości oraz winda zapewniająca dostęp do wszystkich poziomów, włącznie z garażem. Ponadto, dba się o zabezpieczenia obiektu, aby zapewnić bezpieczeństwo jego mieszkańców.
W większych kompleksach mieszkalnych często oferowane są różnorodne udogodnienia sportowo-rekreacyjne, które pozwalają mieszkańcom na aktywny tryb życia i relaks. Mogą to być baseny, siłownie, tereny rekreacyjne czy nawet spa.
Projektanci i budowniczowie apartamentów często sięgają po wysokiej jakości materiały, takie jak kamień naturalny, stal nierdzewna czy wyjątkowe gatunki drewna, aby stworzyć eleganckie i trwałe wykończenia. Standardowe wyposażenie apartamentów często obejmuje systemy klimatyzacji oraz zaawansowane technologie z zakresu inteligentnych domów, które pozwalają na zdalne sterowanie oświetleniem, klimatyzacją i innymi funkcjami. 
Charakterystyczną cechą apartamentów jest większa niż w standardowych mieszkaniach wysokość pomieszczeń (co najmniej 275 cm) oraz ich rozkład. Typowy plan apartamentu zbliżony jest do prostokąta, a rozkład pomieszczeń uwzględnia takie elementy jak np. atrakcyjny widok z okien (krajobraz, ciekawa architektura, itp). Współcześnie nazwa apartament jest często nadużywana, szczególnie przez deweloperów, którzy określają tym mianem mieszkania niespełniające wymienionych kryteriów.
Wśród apartamentów można wyróżnić podsegment apartamentów luksusowych.